# Exorista cardinalis
Exorista cardinalis är en tvåvingeart som beskrevs av Louis-Paul Mesnil 1939. Exorista cardinalis ingår i släktet Exorista och familjen parasitflugor.
Artens utbredningsområde är Elfenbenskusten. Inga underarter finns listade i Catalogue of Life.